# Storm over Azië
Storm over Azië (Russisch: Потомок Чингисхана, Potomok Tsjingischana) is een film uit 1928 van de Russische regisseur Vsevolod Poedovkin. De Russische titel van de film betekent De erfgenaam van Dzjengis Khan.

## Verhaal
In 1918 troggelt een Britse kapitalistische bonthandelaar een kostbare vossenvacht af van de jonge Mongoolse pelsjager Bair. Hij raakt in een gevecht met hem verwikkeld. Bair moet vluchten, maar enkele Russische partizanen ontfermen zich over hem. Niettemin wordt hij gevangengenomen door Britse interventietroepen. Nadat Bair is neergeschoten, ontdekt het leger een amulet dat suggereert dat hij een directe afstammeling is van Dzjengis Khan. Het leger vindt hem levend terug en besluit hem aan het hoofd te plaatsen van een marionettenregime. De "marionet" keert zich echter tegen zijn meesters.

## Rolverdeling
| Acteur               | Personage                |
| -------------------- | ------------------------ |
| Valéry Inkijinoff    | Bair                     |
| I. Dedintsev         | Britse Commandant        |
| Aleksandr Chistyakov | Russische rebellenleider |
| Viktor Tsoppi        | Henry Hughes             |
| F. Ivanov            | The Lama                 |
| V. Pro               | Britse missionaris       |
| Boris Barnet         | Britse soldaat           |
| Karl Gurniak         | Britse soldaatr          |
| I. Inkizhinov        | Bair's vader             |
| L. Belinskaya        | vrouw van commandant     |
| Anel Sudakevich      | dochter van Commandant   |